# Konstanty Ildefons Gałczyński
Konstanty Ildefons Gałczyński (23 tháng 1 năm 1905 – 6 tháng 12 năm 1953) là một nhà thơ Ba Lan và là một trong những nhà thơ xuất sắc nhất của Ba Lan thế kỷ 20.

## Tiểu sử
Konstanty Ildefons Gałczyński sinh ở Warszawa. Ông học văn học và ngôn ngữ ở Đại học Warszawa. Gałczyński bắt đầu in thơ từ năm 1923. Năm 1928 ông tham gia nhóm thơ Kwadryga. Năm 1930 ông cưới Natalia Avalov và sống ở Berlin (1931 – 1933), ở Vilnius (1934 – 1936).
Khi Đức tấn công Ba Lan, ông bị tổng động viên vào quân đội. Những năm 1939-1940 Gałczyński bị bắt vào trại giam của Đức, ở trong nhiều trại cải tạo trong thời chiến tranh. Sau chiến tranh ông sống ở Brusel và Paris. Năm 1946 trở về Ba Lan, ông cộng tác với các tạp chí Przekrój, Tygodnik Powszechny và trở thành một nhà thơ nổi tiếng.
Gałczyński là tác giả của nhiều tập thơ châm biếm và thơ trữ tình rất nổi tiếng ở Ba Lan cũng như ở nước ngoài qua bản dịch. Thơ ông thể hiện tình yêu tổ quốc, quê hương, yêu lao động và nghệ thuật. Thơ ông giàu hình tượng, phong phú vần điệu và nhiều ý tưởng mới lạ, độc đáo. Ngoài sáng tác, ông còn là một dịch giả thơ nổi tiếng.
Ông mất ở Warszawa sau cơn nhồi máu lần thứ ba và được mai táng tại nghĩa trang quân đội.
Rất nhiều bài thơ của ông được phổ nhạc thành những bài hát nổi tiếng. Từ năm 1998 một triển lãm thơ cứ hai năm một lần mang tên ông. Từ năm 2007 Quỹ “Con ngỗng xanh” mang tên ông ra đời. Hàng chục trường học ở Ba Lan mang tên Konstanty Ildefons Gałczyński.

## Tác phẩm

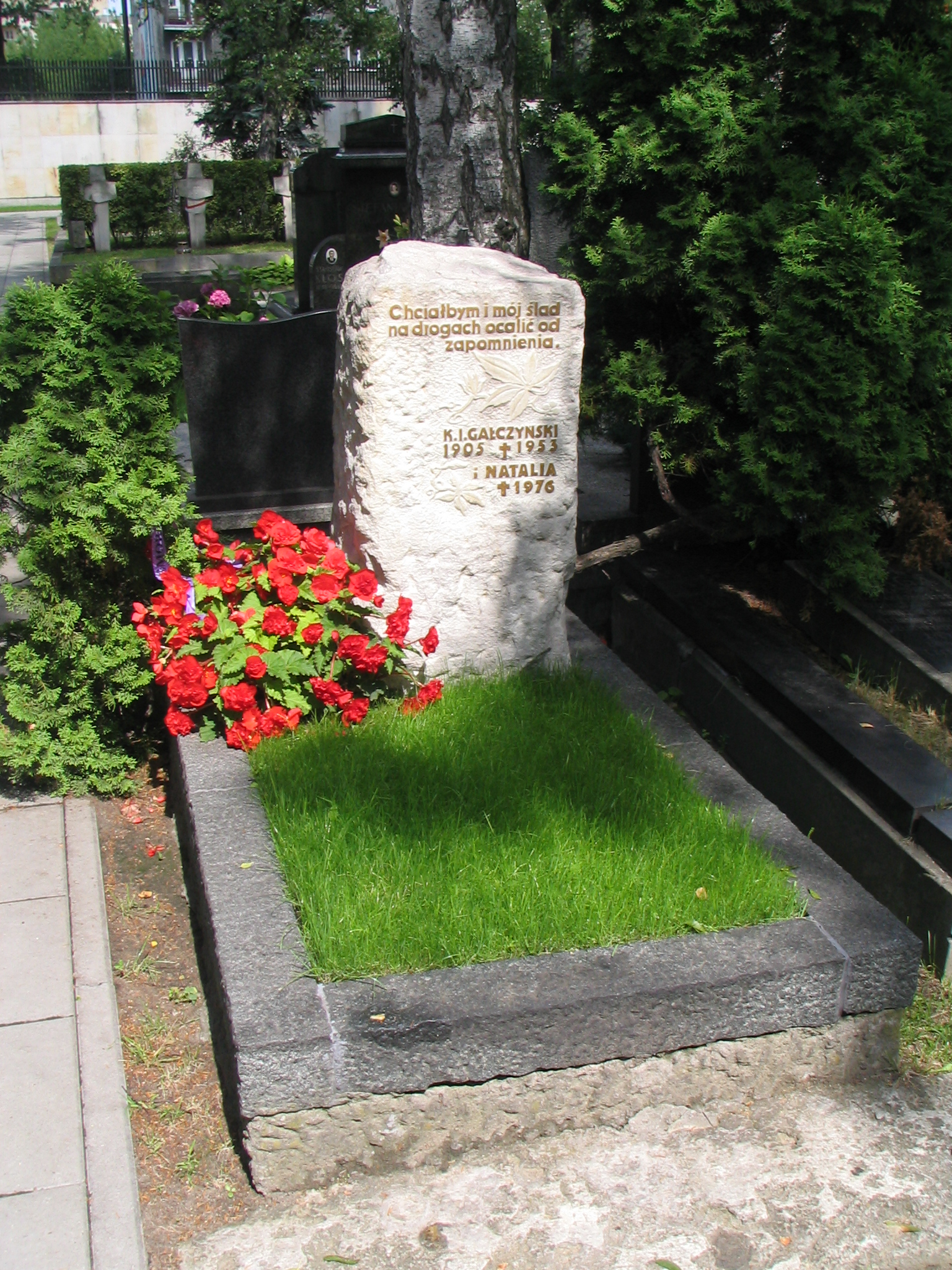
Mộ Konstanty Ildefons Gałczyński ở Warsaw.

- Liryka i groteska / Wybór N. Gałczyńskiej. — Warszawa: Czytelnik, 1975
- Poezje. — Warszawa: Czytelnik, 1976
- Dzieła, t. 1-5, [Warsz.], 1957-60

## Một số bài thơ

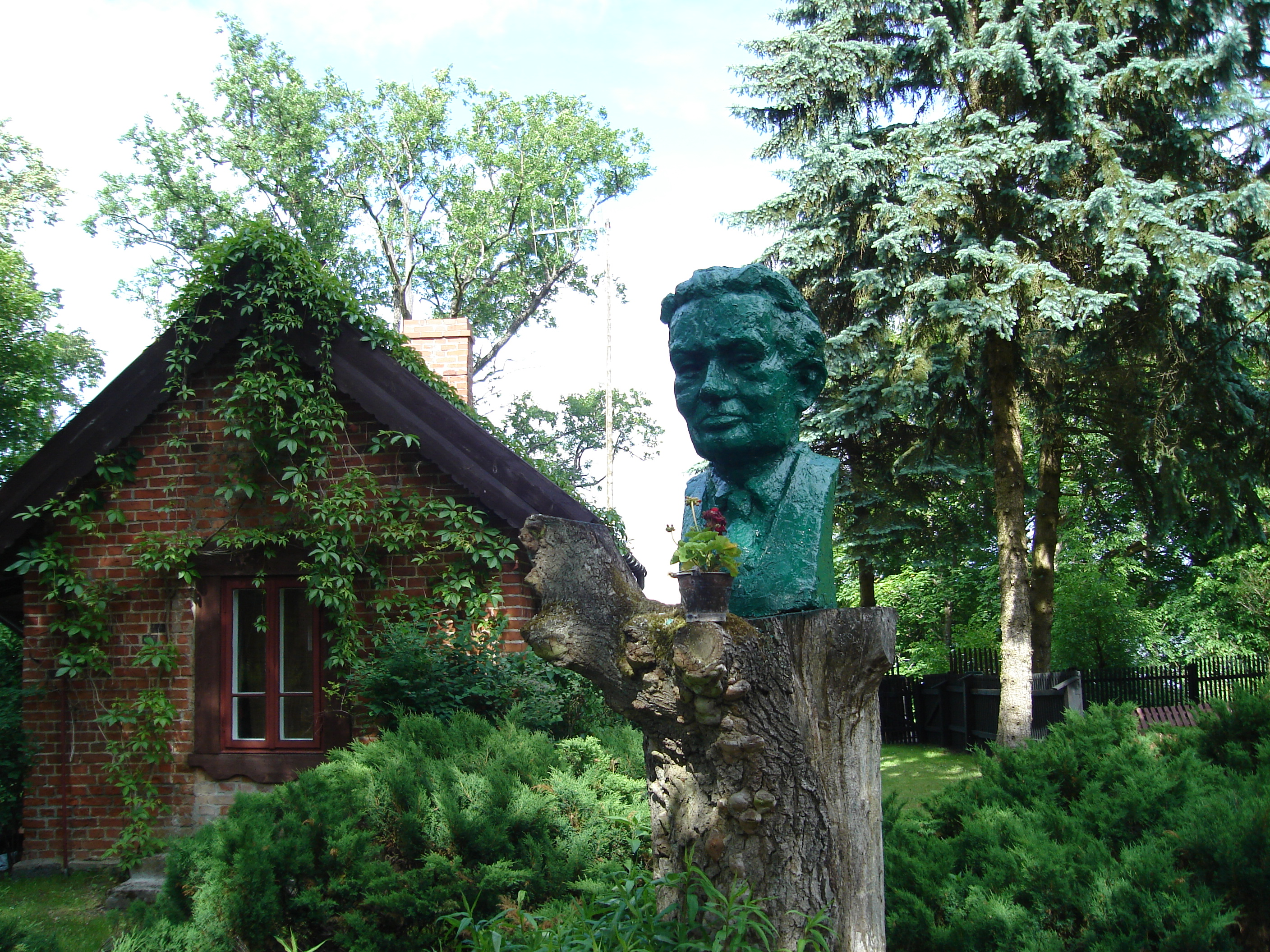
Tượng bán thân của nhà thơ dựng trước một bảo tàng.

| Chuyện trò - Anh yêu em như thế nào, anh hãy nói? - Anh sẽ nói bây giờ… - Anh nói đi. - Anh yêu em ngày dưới mặt trời, đêm dưới nến Yêu em khi em đội mũ, quàng khăn Yêu em trong nhà hát, giữa ngã tư đường Trong tím tử đinh hương, trong bạch dương, phúc bồn tử Yêu em cả khi em đi làm, khi em ngủ Và khi em đập quả trứng vỡ rất dễ thương Ngay cả khi chiếc thìa nhỏ em buông. Trong xe tắc xi, khi gần, khi xa thẳm Và cả khi em đi bộ đến Yêu em cả bắt đầu, cả ở cuối con đường Khi em chải tóc bằng chiếc lược con. Cả dưới biển, trên rừng, cả khi em khó xử Yêu bây giờ. Yêu hôm qua, ngày mai. Cả ngày và đêm cũng thế Và khi chim én bay về báo hiệu mùa xuân. - Thế mùa hè anh có yêu em không? - Cháy bừng như nắng hạ. - Thế mùa thu mây đen khắp nơi, cây rụng lá? - Anh yêu, ngay cả khi em đánh mất chiếc ô! - Thế mùa đông, khi tuyết rơi bên cửa sổ trắng mờ? - Ô! Mùa đông anh yêu em như ngọn lửa Luôn ở trong tim em. Khi gần, khi xa cũng thế Dù ở bên ngoài cửa sổ tuyết trắng rơi Còn quạ đen bay dưới tuyết, giữa trời. Farlandia Anh và em mong gặp gỡ trên cầu Để cùng nhau đi nói chuyện tình yêu Dưới bóng cây phong, bên quầy thuốc lá. Nhưng chuyện xảy ra như anh từng nghĩ Quân vô chính phủ cho nổ tung cầu Ta chẳng gặp nhau vì chuyện này sao? Đời chật chội, khắp nơi đều khó ở Nhưng anh biết rằng có xứ Farlandia Bầu trời xanh, có những cành lá cọ. Em chớ u sầu, chớ tuôn dòng lệ Chớ lo âu rằng chúng đã phá cầu Ở xứ sở kia mình sẽ gặp nhau. Những cành cọ đung đưa Có--có--có. Tất cả nơi này đầy đủ Ta không đến đây lần nữa Không--bao--giờ. Chim làm tổ trên cành cọ Chim uống nước từ lá cọ Mi--ma--mi. Quên hết những u buồn Và ta nuôi giấc mơ suông Bằng những cành lá cọ. Những cành cọ đung đưa Quá nhiều lá cọ. Chúng ta đi về xứ sở Ngọt ngào, xa xôi, bé nhỏ Có tên là Farlandia. Bản dịch của Nguyễn Viết Thắng | Rozmowa lirycna - Powiedz mi jak mnie kochasz. - Powiem. - Więc? - Kocham cie w słońcu. I przy blasku świec. Kocham cię w kapeluszu i w berecie. W wielkim wietrze na szosie, i na koncercie. W bzach i w brzozach, i w malinach, i w klonach. I gdy śpisz. I gdy pracujesz skupiona. I gdy jajko roztłukujesz ładnie - nawet wtedy, gdy ci łyżka spadnie. W taksówce. I w samochodzie. Bez wyjątku. I na końcu ulicy. I na początku. I gdy włosy grzebieniem rozdzielisz. W niebezpieczeństwie. I na karuzeli. W morzu. W górach. W kaloszach. I boso. Dzisiaj. Wczoraj. I jutro. Dniem i nocą. I wiosną, kiedy jaskółka przylata. - A latem jak mnie kochasz? - Jak treść lata. - A jesienią, gdy chmurki i humorki? - Nawet wtedy, gdy gubisz parasolki. - A gdy zima posrebrzy ramy okien? - Zimą kocham cię jak wesoły ogień. Blisko przy twoim sercu. Koło niego. A za oknami śnieg. Wrony na śniegu. Farlandia Myśmy mieli się spotkać na moście, by pomówić o naszej miłości, pod tym klonem, koło budki z papierosami; ale, jakem przewidywał: oczywiście most w powietrze wysadzili anarchiści, no to gdzie się teraz spotkamy? Wszędzie duszno i ciasno - lecz znam ja pewien kraj pod nazwą Farlandia, tam jest niebo śpiewające i palmy. No, no, nie płacz, nie troskaj się. nie martw, że tego mostu już nie ma -- my się jutro w Farlandii spotkajmy: Palmy się kołyszą palmy się kołyszą -- tak -- tak -- tak. Tu wszystko zostało, tu więcej nie wrócę -- nie -- nie -- nie. Ptaki nad palmami, w palmach słodkie miąższe -- mi -- ma -- mi. Karmimy się snami, a w snach znów najdroższe palmy. Palmy się kołyszą, palmy się kołyszą -- za dużo. To jest kraj, który jedziemy odkryć, bardzo wiotki, bardzo słodki -- Farlandia. |